# Tintin et le lac aux requins
Tintin et le lac aux requins é um filme de animação franco-belga de 1972, dirigido por Raymond Leblanc baseado na série de banda desenhada franco-belga do belga Hergé e com argumento de Greg.
É o último filme de Tintim, com argumento não adaptado das banda desenhadas.

## Sinopse
A trama passa-se quando Tintim e o Capitão Haddock vão visitar o professor Girassol em Sildávia, onde existe um lago que diz-se ser assombrado. Nesse lago é o esconderijo de Rastapopoulos, inimigo de Tintim, e que, desta vez, roubou obras de arte substituindo-os por cópias. Ao princípio, as cópias eram muito mal feitas, sabendo-se que era uma cópia, mas depois nem se conseguia distinguir do original. Uma espia, a madame Vleck, vigia o professor Girassol.

## Livro
O livro foi feito pelos estúdios Hergé.

### Vozes
- Tintim .... Jacques Careuil
- Capitão Haddock .... Claude Bertrand
- Professor Girassol .... Henri Virlojeux
- Dupont .... Guy Pierrault
- Dupond .... Paul Rieger
- Rastapopoulos .... Serge Nadaud
- Niko .... Jacques Vinitzki
- Nouchka .... Marie Vinitzki
- Bianca Castafiore .... Micheline Dax